# 엘렌 빈테르
엘렌 빈테르(Ellen Winther, 결혼 이전의 성: 쇠렌센(Sørensen), 1933년 8월 11일 ~ 2011년 8월 13일)는 덴마크의 오페라 가수이다. 유로비전 송 콘테스트 1962에서 덴마크 대표로 참가했다.